# Golfo de Eubea
El golfo de Eubea o golfo euboico (en griego moderno, Ευβοϊκός Κόλπος, Evvoïkós Kólpos) es un brazo del mar Egeo, situado entre el litoral noreste de la isla de Eubea y el suroeste de la costa continental griega. Aunque llamado golfo, geográficamente se trata más bien de un estrecho, canal o pasaje ya que bordea casi por entero la costa suroccidental de la isla de Eubea.
El golfo sigue dirección SE-NO y, más o menos en la mitad, tiene un estrangulamiento, el angosto estrecho de Euripo, a la altura de la ciudad de Calcis (Khalkís), que casi lo divide en dos partes: el golfo norte de Eubea (Vórios Evvoïkós), de unos 80 km de longitud y unos 24 km de anchura, y el golfo sur de Eubea (Nótios Evvoïkós), con 48 km de largo y  una anchura máxima de 14 km.